# Аро, Джессика
Джессикка Хенни Мария Аро (фин. Jessikka Henni Maria Aro; род. 1980) — финская журналистка, работающая на государственном финском телеканале Yle.

## Биография
В сентябре 2014 года начала расследование в отношении «пророссийских интернет-троллей». Аро расценила действия интернет-троллей, связанных с Кремлём, как «угрозу свободе слова финского народа», заявив Deutsche Welle, что она «была действительно удивлена, узнав, что она довольно велика — на самом деле очень велика».
После визита в Санкт-Петербург для расследования деятельности Агентства интернет-исследований, где она брала интервью у сотрудников «фабрики троллей», которые по утверждениям Аро создают поддельные онлайн-аккаунты и производят поддельные истории, она столкнулась со значительной реакцией со стороны «пророссийских троллей». Самым брутальным, гнусным и глупым одновременно журналистка считает смс-сообщение, посланное ей неизвестными от имени её давно умершего отца, который якобы жив и с неудовольствием следит за профессиональной деятельностью дочери. Пророссийские сайты иронически описывали её как работающую на западные спецслужбы. В сети появился музыкальный клип, в котором Аро высмеивалась как «девушка Бонда». Наиболее известным неанонимным критиком Аро стал Йохан Бекман, который сделал заявления о том, что она помогает эстонским и американским службам безопасности. Аро заявила журналу Foreign Policy: «цель этих кампаний-дискредитировать голоса в Финляндии, которые критикуют Россию».
Официальные лица Европейского союза заявили газете The Sydney Morning Herald, что речь идёт об эскалации российской «информационной войны» против Запада. В 2016 году Аро опубликовала статью в журнале правоцентристской Европейской народной партии, описывающую «жестокое» преследование, которое она приписывает российским троллям. Это поведение включает в себя доксинг, например, раскрытие факта её осуждения за хранение наркотиков, когда ей было 20 лет, что было превращено в ложное утверждение, что она является «наркодилером НАТО».
Финское правосудие в октябре 2018 года отреагировало вынесением приговоров нескольким людям, признав их виновными в травле журналистки. В октябре 2018 года Хельсинкский районный суд признал граждан Финляндии Илью Яницкина, Йохана Бекмана и ещё одну женщину виновными в клевете на Аро. Яницкин, известный как основатель пророссийского праворадикального сайта MV-Lehti, был приговорен к 22 месяцам тюрьмы, Бекман получил год условно за клевету и оскорбления. Они должны были возместить Аро и другим истцам по делу вред в размере 136 тысячи евро. The New York Times назвала этот случай «первым случаем, когда европейская страна приняла меры против пророссийской дезинформации через социальные медиа, веб-сайты и новости, контролируемые Россией или связанные с ней». Бекман назвал свой приговор «новым грязным трюком НАТО».
24 сентября 2019 году вышла её книга «Путинские тролли — правдивые истории с фронтов российской информационной войны» (фин. Putinin trollit — Tositarinoita Venäjän infosodan rintamilta), деньги на которую Аро собирала на платформе Indiegogo.

## Премии
В марте 2016 года Джессикка Аро была награждена за свою профессиональную деятельность премией Bonnier’s Award for Journalism (номинация за лучшую историю).
Аро рассказала Foreign Policy, что Госдепартамент США сообщил ей в январе 2019 года, что она станет одной из лауреатов международной премии «Женщины Мужества» (Women of Courage) за 2019 год. Уведомление, названное представителем Госдепартамента «прискорбной ошибкой», было отменено незадолго до церемонии награждения. Премия была отменена после того, как американские чиновники просмотрели посты Аро в социальных сетях и обнаружили, что она критиковала президента Дональда Трампа. Представитель Госдепартамента США не ответил на вопросы о личности лица, принимающего решение, или о причинах этого решения. Вместо этого соответствующая награда была вручена Марини де Ливере из Шри-Ланки. Редакционная статья в Washington Post прокомментировала: «Мисс Аро заслужила награду. Она должна держать голову высоко для храбрости, В отличие от тех, кто отказал ей в этой чести». Комитет Сената США по международным отношениям запросил расследование со стороны управления Генерального инспектора Государственного департамента, и в сентябре 2020 года генеральный инспектор пришёл к выводу, что Государственный департамент представил ложное объяснение для отмены решения.
В мае 2020 года получила премию Международного женского медиа-фонда «мужество журналистики».